# 石島渉
石島 渉（いしじま わたる、1906年12月12日- 1980年7月19日）は日本の地質学者、古生物学者である。石灰藻の研究者。
東京出身。1931年東北帝国大学理学部地質古生物学科卒。1942年 - 1945年台北帝国大学地質学科、1945年立教大学助教授、教授。1975年定年、名誉教授。1954年「Cenozoic coralline algae from the western pacific(西部太平洋地域の新生代珊瑚藻)」 で東北大学理学博士。
総計で139タクサの化石石灰藻類の記載を行っており (Iryu, 2004)、この中には少なくとも114種のサンゴモ目（Corallinales）の種が含まれ、45報以上の石灰藻の分類に関する論文を発表している。

## 著書
- 『藻類化石の研究』第1-2　日本礦物趣味の会 1950-1951
- 『地図の知識 その理解と利用法』清水靖夫共著 有朋堂 1959
- 『天文気象図鑑 地球』ポプラ社 1963

## 参考
- 『人物物故大年表』